# Кульджуазак
Кульджуазак (тадж. Ҷувозак) — проточное озеро в Шахринавском районе районов республиканского подчинения Таджикистана.
Площадь озера — 0,23 км². Длина — 170 м, ширина — 130 м. Глубина — 16 м. Объём воды в озере до начала сентября достигает 353 тысячи м³.

## Описание
Географически расположен в северо-восточной части ущелья Каратаг на высоте 2100 метров над уровнем моря. Расстояние от озера до райцентра Шахринавского района села Шахринав — 42 км. В озеро впадает река Савургон, левый приток реки Каратаг, она же и вытекает.

## Химический состав
Согласно классификации природных вод по выделению гидрохимических фаций Г. А. Максимовича, Кульджуазак входит в зону горных территорий гидрокарбонатной гидрохимической формации с преобладанием гидрокарбонатно-кальциевых вод. Таблица учёного выглядит следующим образом:
| Формация         | Фация               | Минерализация, мг/л |
| ---------------- | ------------------- | ------------------- |
| Гидрокарбонатная | HCO3— Na+ +K+ —Ca²+ | 150—200             |